# Frédéric Blanchy
Gaston Frédéric (Frédéric) Blanchy (Bordeaux, 1 juli 1868 - aldaar, 1 oktober 1944) was een Frans zeilser.
Blanchy won samen met zijn landgenoot Jacques Le Lavasseur en de Brit William Exshaw beiden wedstrijden in de 2-3 ton klasse.

## Resultaten

### Olympische Zomerspelen
| Jaar | Plaats | Resultaten                                |
| ---- | ------ | ----------------------------------------- |
| 1900 | Parijs | 2-3 ton wedstrijd 1 · 2-3 ton wedstrijd 2 |